# Marathon (singolo Rush)
Marathon è un brano dei Rush, pubblicato dall'etichetta discografica Mercury Records come quinto singolo promozionale  estratto dall'album Power Windows del 1986. Il singolo è uscito nel 1988 nella versione live tratta dall'album A Show of Hands.

## Il brano
Verso la metà degli anni ottanta lo stile dei Rush è virato verso un rock basato molto sul sintetizzatore, rispetto alle fasi precedenti della loro storia in cui prevalevano il rock progressivo e un hard rock basato molto di più sulla chitarra. In questa fase Neil Peart ha cominciato ad utilizzare la batteria elettronica. Power Windows è forse il disco più rappresentativo di questa fase e Marathon presenta gli stessi elementi stilistici, con un ruolo preponderante del sintetizzatore di Geddy Lee.
Il testo descrive i pensieri di un atleta mentre corre una maratona, che però rappresenta anche una metafora delle sfide della vita che vanno superate per raggiungere i propri obbiettivi.
Fino al 1989 i Rush hanno suonato dal vivo Marathon, che è presente nel live A Show of Hands. Abbandonato nei concerti del gruppo a partire dal Presto Tour del 1990, il brano è stato reinserito in scaletta nel Time Machine Tour del 2010-2011.

## Tracce
- 1988 – Rush, Marathon, , Anthem Records PRO 689-1, Canada, prodotto da Rush. Questa versione, tratta dal live A Show of Hands e registrata al N.E.C. di Birmingham, Regno Unito, contiene i brani seguenti:

1. Marathon - 6:32 (Lee/Lifeson/Peart)

- 1988 – Rush, Marathon, , Mercury Records PRO 689-1, USA, prodotto da Rush. Questa versione, tratta dal live A Show of Hands e registrata al N.E.C. di Birmingham, Regno Unito, contiene i brani seguenti:

1. Marathon - 6:32 (Lee/Lifeson/Peart)
2. Marathon - 6:32 (Lee/Lifeson/Peart)

## Formazione
- Geddy Lee – basso elettrico, voce, tastiere
- Alex Lifeson – chitarra elettrica ed acustica, bass pedals
- Neil Peart – batteria e percussioni